# Яломіца (річка)

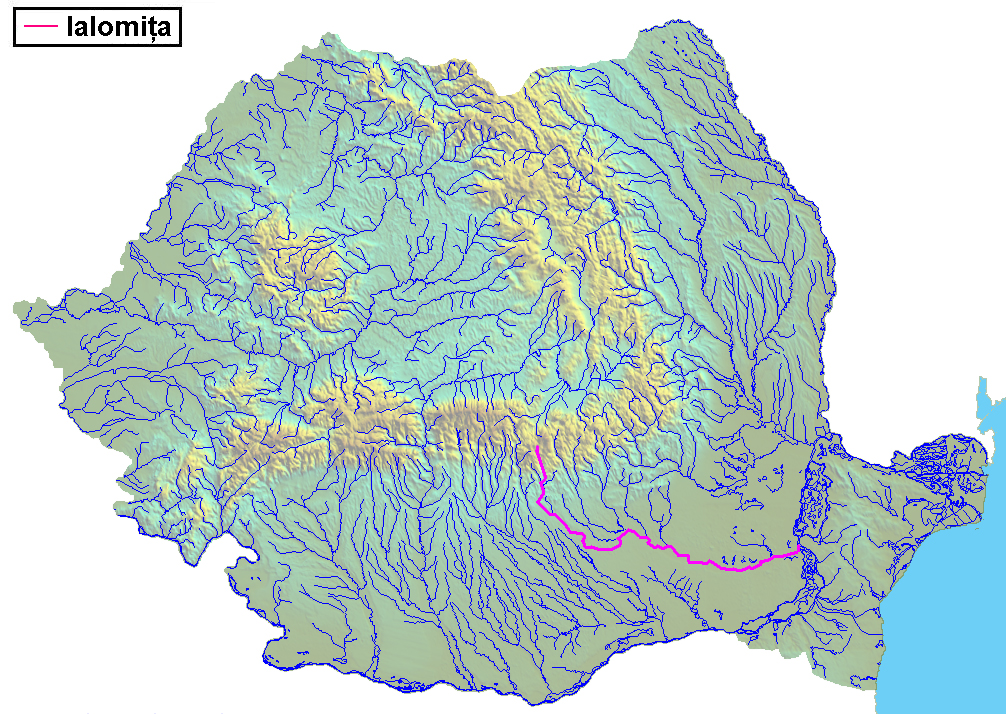
Яломіца на мапі Румунії

Яломіца (рум. Ialomița) — річка в Румунії, у повітах Димбовіца, Прахова, Ілфов, Яломіца . Ліва притока Дунаю (басейн Чорного моря).

## Опис
Довжина річки 417 км, середньорічні витрати води у гирлі — 42,7  м³/с, найкоротша відстань між витоком і гирлом — 206,03 км, коефіцієнт звивистості річки — 2,03 .

## Розташування
Бере початок на північно-західній стороні від міста Буштень у природному парку Бучеджі. Тече переважно на південний схід і впадає у річку Дунай на північно-західній стороні від міста Хиршова.
Притоки: Кріков (рум. Cricov), Прахова (рум. Prahova), Которка (рум. Cotorka) (ліві).
Основні населені пункти вздовж берегової смуги від витоку до гирла: Мороєнь, П'єтрошица, Тирговіште, Кошерень, Буєшть, Слобозія.

## Цікаві факти
- На північно-західній стороні від витоку річки на відстані приблизно 12,4 км розташований Замок Бран або Замок Дракули.
- У місті Тирговіште Волоський господар Влад III Дракула побудував вежу Кіндія, яка стала символом міста.